# Пітер Вінк
Пі́тер Вінк (нід. Pieter Vink, МФА: [ˈpitər ˈvɪŋk]; нар. 13 березня 1967 року, Нордвекергаут, Нідерланди) — нідерландський футбольний арбітр. Належить до категорії ФІФА. Перший рефері, який судив на новому стадіоні «Вемблі».

## Кар'єра
Вінк почав кар'єру арбітра 1987 року. 2001 року увійшов до найкваліфікованіших суддів країни.
З 2004 року є арбітром ФІФА.
На чемпіонаті Європи 2008 працював на матчі між Австрією та Хорватією.